# Kolby Mølle
Kolby Mølle er en hollandsk vindmølle med kælder med gennemkørsel til vogntransport. Den har en jordomgang, hvorfra vingerne med et vingefang på 20 meter påsættes sejlene manuelt.
Undermøllen er grundmuret, mens overmøllen er ottekantet og spåntækket. Hatten er løgformet og spåntækket. Møllen krøjes med kæde, idet den er udstyret med det i Danmark ret sjældne amerikanske krøjeværk. Møllen blev opført som kornmølle i 1859 i Søbyvad, hvor den var supplement til vandmølle. Den blev imidlertid overflødig, da Søbyvad blev udvidet med en mølledam, og vindmøllen blev solgt og flyttet til Kolby i 1899. Transporten fyldte 99 vognlæs, men 25. april 1900 var den genopført og kunne indvies. Den fungerede som kornmølle indtil driften blev indstillet i 1947.